# عصارخانه لار
عصارخانه لار مربوط به دوره قاجار است و در قدیم لار، پشت قلعه اژدهاپیکر واقع شده و این اثر در تاریخ ۱۹ مرداد ۱۳۸۴ با شمارهٔ ثبت ۱۲۷۵۴ به‌عنوان یکی از آثار ملی ایران به ثبت رسیده است.